# Đồng Tuyển
Đồng Tuyển là một xã thuộc thành phố Lào Cai, tỉnh Lào Cai, Việt Nam.

## Địa lý
Xã Đồng Tuyển nằm ở phía tây bắc thành phố Lào Cai, cách trung tâm thành phố Lào Cai 5 km, có vị trí địa lý:
- Phía đông giáp phường Cốc Lếu và phường Kim Tân
- Phía tây giáp huyện Bát Xát
- Phía nam giáp phường Bắc Cường và xã Cốc San
- Phía bắc giáp phường Duyên Hải.

Xã Đồng Tuyển có diện tích 11,81 km², dân số năm 2019 là 3.575 người, mật độ dân số đạt 303 người/km².

## Lịch sử
Trước đây, xã Đồng Tuyển thuộc huyện Bát Xát.
Ngày 16 tháng 1 năm 1979, xã Đồng Tuyển được sáp nhập vào thị xã Lào Cai.
Trong chiến tranh biên giới năm 1979, xã Đồng Tuyển và 3 tiểu khu Cốc Lếu, Duyên Hải, Kim Tân trở thành vành đai trắng nên bị giải thể. Tháng 4 năm 1982, xã Đồng Tuyển được tái lập, bao gồm cả địa bàn các tiểu khu Cốc Lếu, Duyên Hải, Kim Tân trước đây. Đến năm 1992, các tiểu khu nói trên được tái lập từ một phần diện tích và dân số của xã Đồng Tuyển.
Ngày 30 tháng 11 năm 2004, xã Đồng Tuyển thuộc thành phố Lào Cai mới thành lập.
Đến năm 2019, xã Đồng Tuyển có diện tích 15,13 km², dân số là 5.019 người, mật độ dân số đạt 332 người/km².
Ngày 11 tháng 2 năm 2020, Ủy ban Thường vụ Quốc hội ban hành Nghị quyết số 896/NQ-UBTVQH14 về việc sắp xếp các đơn vị hành chính cấp huyện, cấp xã thuộc tỉnh Lào Cai (nghị quyết có hiệu lực từ ngày 1 tháng 3 năm 2020). Theo đó, điều chỉnh 3,32 km² diện tích tự nhiên và 1.444 người của xã Đồng Tuyển vào phường Duyên Hải.
Sau khi điều chỉnh, xã Đồng Tuyển có diện tích 11,81 km², dân số là 3.575 người.